# Fregaty typu Oslo
Fregaty rakietowe typu Oslo – norweskie fregaty opracowane w połowie lat 60. Pierwsza jednostka weszła do służby w 1966. Łącznie do 1967 zbudowano 5 okrętów tego typu. Ostatnią jednostkę tego typu wycofano ze służby w sierpniu 2007.

## Historia
W 1960 rząd Norwegii przyjął program rozbudowy floty, który w znacznej mierze opierał się na amerykańskiej pomocy finansowej. Zdecydowano się opracowanie własnego typu fregat bazującego na amerykańskich niszczycielach eskortowych typu Dealey. Nowe okręty pod względem konstrukcyjnym przystosowano do służby w trudnych norweskich warunkach. Na okrętach przewidziano zastosowanie wyposażenia w znacznej części pochodzącego z państw europejskich. W stosunku do swojego amerykańskiego pierwowzoru fregaty typu Oslo otrzymał nieco większe kadłuby, zmieniony kształt nadbudówki, masztu i komina, a także inny zestaw uzbrojenia. Do głównych zadań okrętów należała ochrona przed okrętami podwodnymi, nawodnymi i lotniczymi nieprzyjaciela. Jednostki miały także pełnić służbę dozorową na własnych wodach terytorialnych i strefie ekonomicznej.
Pierwszy poważny program modernizacyjny przeprowadzono na okrętach pod koniec lat 70. Na okrętach zainstalowano pociski przeciwokrętowe Penguin i przeciwlotnicze Sea Sparrow. Zainstalowano także nowe wyposażenie radiolokacyjne i system kierowania ogniem.
Drugi raz okręty poddano modernizacji pod koniec lat 80., kiedy wymieniono znaczną część wyposażenia elektronicznego.
Okręty zostały zastąpione przez nowe fregaty rakietowe typu Fridtjof Nansen

## Zbudowane okręty
- Oslo - (F300) - położenie stępki 1963, wodowanie 17 stycznia 1964, wejście do służby 29 stycznia 1966, wszedł na skały i zatonął w 1994
- Bergen - (F301) - położenie stępki 1963, wodowanie 23 sierpnia 1965, wejście do służby 15 maja 1967, wycofanie ze służby 3 sierpnia 2005.
- Trondheim - (F302) - położenie stępki 1963, wodowanie 4 września 1964, wejście do służby 2 czerwca 1966, wycofanie ze służby, czerwiec 2006.
- Stavanger - (F303) - położenie stępki 1964, wodowanie 4 lutego 1966, wejście do służby 1 grudnia 1967, wycofanie ze służby czerwiec 1998, zatopiony jako okręt-cel w 2001.
- Narvik - (F304) - położenie stępki 1964, wodowanie 8 stycznia 1965, wejście do służby 30 listopada 1966, wycofanie ze służby 1 sierpnia 2007.